# 黃英哲
黃英哲（1956年—），台灣學者，現任日本愛知大學現代中國學部暨大學院中國研究科教授。研究領域為台灣近代史、台灣文學、戰後初期台灣文化，著有《「去日本化」「再中國化」: 戰後臺灣文化重建1945─1947》等書。

## 學術生涯
國立台灣師範大學歷史學系畢業，日本立命館大學文學博士、關西大學文化交涉學博士。曾任日本櫻美林大學大學院國際學研究科研究員、美國哥倫比亞大學東亞系訪問學者、中央研究院台灣史研究所訪問學者。與學者王德威、黃美娥共同編寫讀本《台灣：從文學看歷史》。

## 出版著作
- 《櫻花‧流水：我的東瀛筆記》（2017）
- 《漂泊與越境──兩岸文化人的移動》（2016）
- 《「去日本化」「再中國化」: 戰後臺灣文化重建1945─1947》（2007）
- 《台湾文化再構築（1945─1947）の光と影：魯迅思想受容の行方》（1999）
- 《扶桑書劍記》（1991）

### 合著
- 《台灣理論關鍵詞》（2019）
- 《民主化に挑んだ台湾―台湾性．日本性．中国性の競合と共生》（2019）
- 《五四＠１００:文化.思想.歴史 》（2019）
- 《台湾映画表象の現在(いま) : 可視と不可視のあいだ》（2011）
- 《台湾文化表象の現在(いま) : 響きあう日本と台湾》（2011）
- 《華麗島的冒險》（2010）

### 編輯
- 《サイノフォン 華語文学の新しい風》（2022）
- 《民主化に挑んだ台湾》（2021）
- 《歴史と記憶》（2017）
- 《許壽裳遺稿》（2011）
- 《許壽裳臺灣時代文集》（2010）
- 《台湾セクシュアル・マイノリティ文学〈４〉クィア・酷児評論集―『父なる中国、母（クィア）なる台湾？』》（2009）
- 《台湾セクシュアル・マイノリティ文学〈３〉小説集―『新郎新“夫”』》（2009）
- 《台湾セクシュアル・マイノリティ文学〈２〉中・短篇集―紀大偉作品集『膜』》（2008）
- 《台湾セクシュアル・マイノリティ文学〈１〉長篇小説―邱妙津『ある鰐の手記』》（2008）
- 《台湾漢文通俗小說集》（2007）
- 《記憶する台湾 - 帝国との相剋》（2005）
- 《台湾の「大東亜戦争」―文学・メディア・文化》（2002）
- 《よみがえる台湾文学: 日本統治期の作家と作品》（1995）